# Sergey Kuzhugetovich Shoygu
Sergey Kuzhugetovich Shoygu (tiếng Nga: Серге́й Кужуге́тович Шойгу́, sinh ngày 21 tháng 5 năm 1955) là một tướng lĩnh và một chính trị gia Nga, Thư ký Hội đồng An ninh Quốc gia của Liên bang Nga. Ông từng là Bộ trưởng Bộ Quốc phòng Nga. Ông là người thuộc sắc tộc người Tuva và người Nga gốc Ukraina. Với cương vị Bộ trưởng tình trạng khẩn cấp, S. K. Shoygu đã có nhiều đóng góp quan trọng và đã được nhận danh hiệu Anh hùng nước Nga vào năm 1999 và được phong quân hàm cấp tướng vào năm 2003. S. K. Shoygu là người thân cận với cựu Tổng thống Nga B. N. Yeltsin, ông đã là thành viên tích cực tham gia tổ chức phong trào "Ngôi nhà của chúng ta là nước Nga" nhằm vận động cho Elsin trong chiến dịch tranh cử năm 1995 - 1996.
Sau đó, vai trò của tướng S. K. Shoygu trở nên nổi bật hơn khi vào năm 1999, ông là một trong ba người sáng lập Đảng "Thống nhất", tiền thân của Đảng "Nước Nga thống nhất" hiện đang chiếm đa số trong Duma Quốc gia Nga. Từ khi đứng trong hàng ngũ lãnh đạo cao cấp của Nga, ông luôn là người tin cẩn của Tổng thống.
Ông từng được giao đảm nhiệm vai trò Phó Thủ tướng đầu năm 2000, trước khi Putin chính thức nhậm chức Tổng thống nhiệm kỳ đầu tiên. S. K. Shoygu cũng là thành viên lâu năm nhất của Hội đồng An ninh Liên bang Nga từ năm 1994 đến năm 2012.
Tháng 3 năm 2012, ông đã được công bố là một trong các ứng cử viên tiềm năng cho chức vụ Tỉnh trưởng tỉnh Moskva. Ngày 05 tháng 4 năm 2012, ông được bầu làm Tỉnh trưởng tỉnh Moskva, và nhậm chức ngày 11 tháng 5 năm 2012.. Ngày 06 tháng 11 năm 2012, ông được bổ nhiệm làm Bộ trưởng Bộ Quốc phòng Nga và liên tục giữ cương vị này tới năm 2024. Thời gian ông làm Bộ trưởng Quốc phòng, Liên bang Nga đã can thiệp vào cuộc nội chiến ở Syria và tấn công Ukraina.
Tháng 5 năm 2024, ông được Tổng thống Putin chuyển sang làm Thư ký Hội đồng An ninh Quốc gia.